# دومین نبرد حمص
نبرد حِمص نبردی است میان مسلمانان و اتحادی از مغولان و صلیبیون، که در سال ۷۶۹ ه‍.ق اتفاق افتاد با وجود تعداد زیاد مغولان، لشکریان اسلام پیروز شدند.

## شرح واقعه
در سال ۶۷۹ ه‍.ق در زمان حکومت سلطان مملوکی سیف الدین فلاوون الفی بر مصر و شام، سنقر اشقر به همراهی عیسی بن مهنا، اباقاخان (ایلخان مغول) را به قصد مخالفت با سلطان و تصرف مصر دعوت کرد. اباقاخان، منگوتیمور بن هولاکو نیز با ۵۰ هزار سپاهی مغول به سوی شام فرستاده شد. سنقر نیز از ترس، به قلعه صهیون گریخت و در آنجا پناهنده شد. اباقاخان نیز به همراه سه هزار سوار در رحبه اردو زد. شاه ارمنستان و شاه کیلیکیه، با سپاهیان خود به یاری منگوتیمور شتافتند لشکریان گرجی و رومی و فرنگ و از دین برگشتگان نیز به آنان پیوستند. طبق ادعای برخی منابع، تعداد لشکریان وی به هشتاد هزار تن رسید و این اولین بار بود که مغولان با چنین لشکر عظیمی در شام پیشروی می‌کردند. سلطان فلاوون در وهله اول قصد داشت تا در دشت نزدیک دمشق نبرد را آغاز کند اما به مشورت امرا، جنگ به دشت حمص منتقل شد. در جمادی الآخر ۶۸۰ ه‍.ق لشکریان فلاوون برای جنگ با مغولان از دمشق بیرون رفتند. سلطان نیز در ۲۶ جمادی الآخر به حمص رسید. در این لحظه سنقر اشقر با قلاوون صلح کرده و به مقابله با مغولان پرداختند. شمار سپاهیان قلاوون، پنجاه هزار تن گزارش شده‌است.
در نهایت در ۱۴ یا ۱۵ رجب ۶۸۰ ه‍.ق در منطقه شمالی حمص، دو لشکر مقابل یک دیگر صف آرایی کردند. لشکریان مغول در آغاز پیروزی کسب کردند اما پس از فراز و نشیب‌های دو جبهه، مسلمانان بر مغول پیروز شدند. با رسیدن خبر پیروزی مسلمانان و گریختن مغولان، مسلمانان در راه مغولان فراری کمین کرده و به آنان حمله کردند. میزان قتل به این طریق به قدری بود که تعداد کشتگان جنگ از تعداد کشته گان فراری کمتر بوده‌است. تلفات مغولان ۵٬۰۰۰ و به قولی ۱۰٬۰۰۰، و تلفات مسلمانان کمتر از ۲۰۰ نفر گزارش شده‌است. نهایتاً سلطان قلاوون با اسیران مغول و غنایم جنگی در ۲۲ رجب ۶۸۰ به دمشق، و در شعبان ۶۸۰ به قاهره ورود کرد.